# 哈基姆·巴拉维
哈基姆·巴拉维（阿拉伯語：حكم_بلعاوي；1938年—2020年11月28日），巴勒斯坦外交官、政治人物，曾任内政部长。他是法塔赫的元老派人物，是前领导人阿拉法特的忠实支持者。

## 生平
1938年（另有1934年、1939年等说法）生于约旦河西岸地区图勒凯尔姆省的巴拉村。1965年加入法塔赫，从事民族解放运动。1973年至1975年，任巴勒斯坦解放组织驻利比亚副代表。1983年至1994年，任巴勒斯坦解放组织驻突尼斯代表（阿拉伯国家联盟总部所在地）。1989年当选法塔赫中央委员会委员。1994年巴勒斯坦民族权力机构成立后回国，在阿拉法特领导的国家安全委员会书记处工作。1996年在图勒凯尔姆选区当选首届巴勒斯坦立法委员会代表。之后曾在巴勒斯坦民族权力机构担任发言人、秘书长等多项职务。2003年11月至2005年2月出任内政部长。
2017年4月，获得巴勒斯坦总统马哈茂德·阿巴斯授予的路撒冷之星勋章。
2020年11月28日逝世。